# 마디난초아족
마디난초아족(--蘭草亞族, 학명: Triphorinae 트리포리나이[*])은 마디난초족의 아족이다.

## 하위 분류
- 마디난초속(Triphora Nutt.)
- Monophyllorchis Schltr.
- Pogoniopsis Rchb.f.
- Psilochilus Barb.Rodr.